# Вишневое (Пирятинский район)
Вишневое (укр. Вишневе) — село,
Харьковецкий сельский совет,
Пирятинский район,
Полтавская область,
Украина.
Код КОАТУУ — 5323886203. Население по переписи 2001 года составляло 583 человека.

## Географическое положение
Село Вишневое находится на берегу безымянной пересыхающей речушки, которая через 5 км впадает в реку Многа,
ниже по течению на расстоянии в 1,5 км расположено село Белоцерковцы.
На реке несколько запруд.

## История
- 2007 — посёлку Вишневое присвоено статус село.
- Село указано на трехверстовке Полтавской области. Военно-топографическая карта.1869 года как хутор Власовщина[2]

## Экономика
- Свинотоварная ферма.
- ЧП «Вишневое».
- ООО «Цукровик».

## Объекты социальной сферы
- Школа.
- Дом культуры.
- Стадион.